# Київське (Шосткинський район)
Ки́ївське (до 2023 — Московське) — село в Україні, у Шосткинській міській громаді Шосткинського району Сумської області. Населення становить 76 осіб.

## Назва
Раніше хутір мав назву Московські Млини.
29 червня 2023 року рішенням Верховної Ради України село Московське перейменували в село Київське. Нині хутір має назву Київського, мабуть за розташування на старому князівському Київському шляху з Новгорода-Сіверського на Київ з відтинком ліворуч до Путивля.

## Символіка
На гербі села зображений арбалет, що відсилає над до стародавнього герба Києва і символізує стародавній Київському шлях, а також означає сучасну назву села. Колесо водяного млина означає першу назву села - Млини. Сині хвилі означають річку Есмань, яка несе воду через торф'яники - чорна хвиляста смужка.

## Географія
Село знаходиться на правому березі річки Есмань (притока Десни), вище за течією на відстані 2,5 км розташоване село Гречкине, на протилежному березі — Заріччя (Конотопський район).

## Історія
Хутір належав поміщикам Богаєвським. За даними 1859 р., у власницькому хуторі Есмань було 3 двори, де проживало 13 мешканців (5 ч., 8 ж.). На річці діяв млин з крупорушкою, а в хуторі працював винокурний завод.

## Населення
Відповідно до перепису УРСР 1989 року чисельність наявного населення села становила 133 особи, з яких 51 чоловік та 82 жінки.
За переписом населення України 2001 року у селі мешкало 75 осіб. 100 % населення вказало своєю рідною мовою українську мову.